# Selkäkari (ö i Finland, Lappland, Kemi-Torneå, lat 65,58, long 25,01)
Selkäkari är en ö i Finland. Den ligger i Bottenviken och i kommunen Simo i den ekonomiska regionen  Kemi-Torneå i landskapet Lappland, i den norra delen av landet. Ön ligger omkring 110 kilometer söder om Rovaniemi och omkring 600 kilometer norr om Helsingfors.
Öns area är 34,7 hektar och dess största längd är 1,4 kilometer i sydöst-nordvästlig riktning.